# Alice Roosevelt Longworth
Alice Roosevelt Longworth, född 12 februari 1884 i New York, död 20 februari 1980 i Washington, D.C., var en amerikansk skribent och kolumnist. Hon var den äldsta dottern till Theodore Roosevelt, USA:s 26:e president, och Alice Hathaway Lee Roosevelt. Hon gifte sig 1906 med den republikanske politikern Nicholas Longworth. Hon har skrivit en självbiografi Crowded Hours som blev en bästsäljare.

## Biografi
Alice Roosevelt föddes den 12 februari 1884 på Manhattan i New York, USA, som dotter till Alice Hathaway Lee Roosevelt och Theodore Roosevelt, som då var ledamot av New Yorks delstatsförsamling. Hennes mor dog två dagar efter födseln. Theodore gifte om sig 1886 med Edith Kermit Carow, och Alice Roosevelts uppväxt präglades av välstånd, tradition, och politik. Då hennes far blev president 1901 så blev Alice uppmärksammad i medierna, då hon hade tydliga åsikter, som inte alltid stämde överens med hennes fars. Allmänheten uppskattade Alices okonventionella beteende och gav henne smeknamnet Princess Alice.
I februari 1906 gifte hon sig med Nicholas Longworth, som var en republikansk politiker från Ohio. 1925 föddes hennes dotter Paulina Longworth, det är fortfarande omdiskuterat vem fadern till Paulina är. Vissa menar att, precis som det offentlig gjordes var Nicholas Longworths barn, medan andra menar att det var William Borah som var far till henne, då Alice hade haft en lång affär med honom.